# Margaret Calvert
Margaret Calvert född 1936 i Sydafrika, är en brittisk illustratör och formgivare.

## Gatwick Airport
År 1950 flyttade hon till England, Storbritannien och studerade vid Chelsea College of Art and Design i London, där hon specialiserade sig på illustration. Men hon var inte särskilt intresserad av illustration och ville ägna sig mer åt design. Calvert hade precis avslutat sina examensarbeten då Jock Kinneir får uppdraget att formge skyltsystemet på London Gatwick Airport 1957. Han anställer Calvert för att utföra arbetet tillsammans med honom. Jock Kinneir hade tidigare varit en av Calverts lärare på Chelsea College of Art and Design.
Calvert var väldigt entusiastisk och jobbade hårt. Hon tog med sig arbetet hem på kvällar och helger. Medan de arbetade på skyltarna såg Calvert att de behövde en struktur i layouten. Så de började forska kring färger och grafiska element. Efter att ha testat olika kombinationer fann de att svarta bokstäver på gult var det mest effektiva.

## Motorvägarna
1957 anlitas Calvert och Kinneir för att formge skyltningen på de brittiska motorvägarna. De olika vägmärkena var så förvirrande att de ansågs vara farligt för bilisterna som kom farande i hög hastighet. Problemet var så akut att regeringen beslutade att ta itu med motorvägsskyltningen innan man moderniserade skyltningen av det övriga vägnätet.
Genom att använda sig av både gemener och versaler blev skyltarna lättare att läsa och de utvecklade typsnittet Transport, en förfining av typsnittet Aksidenz Grotesk. Målet var att det nya skyltsystemet skulle göra ett vänligare intryck och vara mer tilltalande för bilisterna. Systemet testades 1958 på Storbritanniens första motorväg, the Preston by-pass i Lancashire och godkändes.

## Skyltsystemet
The Worboys Committee gav Calvert och Kinneir uppdraget att skapa ett enhetligt skyltsystem för det brittiska vägnätet. År 1964 gick därför Kinneir och Calvert ihop och startade företaget Kinneir Calvert Associates. Projektet pågick fram till 1967. Calvert formgav de flesta av piktogrammen. Eftersom Storbritannien vid den här tiden övervägde att ansluta sig till Europamarknaden utformades piktogrammen för att följa Genèvekonventionen från 1949.
Många av illustrationerna har inspirerats av hennes eget liv. Skylten som varnar för boskap baseras på kossan Patience som var en ko på hennes släktingars bondgård i Warwickshire. Skylten där en flicka leder en liten pojke är baserad på en bild av henne som barn. Den nya skylten ersatte en bild där en pojke leder en liten flicka. Calvert beskriver att de gamla skyltarna var ålderdomliga och som hämtade ur en Enid Blyton -illustration.

## The Rail Alphabet
År 1965 påbörjar Calvert och Kinneir arbetet med The Rail Alphabet, vars syfte vara att ersätta Gill Sans som tidigare används på de brittiska järnvägsstationerna. Kinneir ville använda typsnittet Transport men Calvert ansåg att det var anpassat för trafik som snabbt körde förbi och inte anpassad för gångtrafikanter.

## Typsnittet Calvert, 1980
Typsnittet ritades ursprungligen 1971 för staden Saint-Quentin-en-Yveline i Frankrike. Det var en del av ett större jobb som omfattade all kommunikation i staden. Eftersom typsnittet ansågs vara för engelskt kom det inte att användas. Därför ansåg Calvert att det istället var lämpligt för Tyne & Weir Metro i Newcastle. Calvert är en modern tolkning av en slab seriff. Calvert är mindre mekan och mer humanistisk i sin bokstavsform. Calverts typsnittsfamilj är en del av Monotype Library OpenType Edition.
Calvert och Kinneir arbetade även för sjukhus och armén, och utformade skyltning för flygplatser i Melbourne, Sydney och Bahrain.
Mellan 1987 och 1991 var Margaret Calvert chef för grafisk design på the Royal College of Art.